# Euphorbia longicruris
Euphorbia longicruris är en törelväxtart som beskrevs av Scheele. Euphorbia longicruris ingår i släktet törlar, och familjen törelväxter. Inga underarter finns listade i Catalogue of Life.